# Festival Internacional de la Canción de Venecia
El Festival Internacional de la Canción de Venecia (en italiano: Festival internazionale della canzone di Venezia) fue un certamen musical organizado en Venecia. La primera edición tuvo lugar entre el 24 y el 30 de julio de 1955.
Fue el primer concurso internacional basado en la participación de emisoras de radiodifusión nacionales, contando con la participación de Austria, Bélgica, Francia, Italia, Mónaco y los Países Bajos, miembros de la Unión Europea de Radiodifusión.